# Guyana
Guyana – amtlich Kooperative Republik Guyana (englisch Co-operative Republic of Guyana) – ist ein Staat an der Atlantikküste Südamerikas. Er grenzt im Süden und Westen an Brasilien, im Nordwesten an Venezuela und im Osten an Suriname.
Auf der anderen Seite von Suriname liegt das französische Übersee-Département Guyane bzw. Französisch-Guayana.
Nicht zu verwechseln sind die südamerikanischen Guyanas auch mit den drei afrikanischen Ländern Guinea, Guinea-Bissau und Äquatorial-Guinea.

## Geografie
Guyana liegt zwischen 1° und 8,5°  nördlicher Breite und zwischen 57° und 61° westlicher Länge. Der tiefste Punkt befindet sich an der Atlantik-Küste, höchster Punkt ist der Berg Roraima-Tepui mit 2810 m. An der Grenze zu Venezuela und Brasilien erhebt sich das Bergland von Guayana, nach dem der Staat benannt wurde. Der Hauptfluss ist der Essequibo, der im Süden des Landes entspringt und im Norden in den Atlantik mündet. Im Nationalpark Potaro befinden sich die 225 m hohen Kaieteur-Fälle.
85 % des Landes sind dünn besiedelter tropischer Regenwald. Der Westen und Süden sind von Gebirgsketten durchzogen, in denen die wichtigsten Flüsse des Landes entspringen. An der Küste findet man einen sumpfigen Küstenstreifen. Dahinter befindet sich eine 20 bis 70 km breite Schwemmlandzone, die teilweise auf Meeresspiegelniveau liegt und im 18. Jahrhundert von niederländischen Siedlern eingedeicht sowie durch zahllose Entwässerungskanäle trockengelegt wurde. Hier befindet sich der Agrargürtel des Landes mit Anbau von Reis, Zuckerrohr, Kokosnüssen und Zitrusfrüchten.

### Klima
Das Klima ist tropisch mit Niederschlägen bis 3000 mm pro Jahr; Temperaturen im Jahresmittel 27 °C, Höchsttemperaturen um 34 °C, Niedrigsttemperaturen um 20 °C; Luftfeuchtigkeit 73 bis 88 %. Es gibt zwei Regenperioden: stark von April bis August, schwächer September bis November, wieder stärker bis Ende Januar, danach Trockenheit bis Anfang April.

### Umwelt
Nach Ansicht von Klimaexperten der Weltbank gehört Guyana zu den Staaten im südamerikanisch-karibischen Raum, die von einem Anstieg des Meeresspiegels im Zuge des Klimawandels besonders stark betroffen sein werden. Ein Meeresspiegelanstieg von einem Meter würde in Guyana ein Gebiet überschwemmen, in dem 70 % der Bevölkerung leben und 40 % der landwirtschaftlichen Nutzfläche des Landes liegen. Im Südwesten von Guyana stellte die Regierung 2004 ein Gebiet von rund 4.000 Quadratkilometern unter Schutz, in dem das indigene Volk der Waiwai lebt.
Nach dem im Januar 2021 veröffentlichten Environmental Performance Index, Zustand und Dynamik des Umweltsystems, belegt Guyana den 126. Platz von 180 Ländern. Im WeltRisikoBericht 2021 liegt das Land auf Rang 7 von 181 Staaten mit dem höchsten Risiko, dass ein extremes Naturereignis zu einer Katastrophe führt.

### Städte
Im Jahr 2023 lebten 27 Prozent der Einwohner Guyanas in Städten. Die größten Städte sind (Stand 1. Januar 2017):
- Georgetown 235.017 Einwohner
- Linden 44.690 Einwohner
- New Amsterdam 35.039 Einwohner
- Anna Regina 12.448 Einwohner

Die Agglomeration Georgetown hatte bei der Volkszählung 1991 151.679 Einwohner, bei der letzten Volkszählung am 15. September 2002 waren es 137.330. Damit konzentrieren sich rund 20 Prozent der Menschen des Landes in der Hauptstadtregion.

## Bevölkerung

### Demographie
Guyana hatte 2022 809.000 Einwohner. Das jährliche Bevölkerungswachstum betrug + 0,5 %. Zum Bevölkerungswachstum trug ein Geburtenüberschuss (Geburtenziffer: 19,9 pro 1000 Einwohner vs. Sterbeziffer: 9,8 pro 1000 Einwohner) bei. Die Anzahl der Geburten pro Frau lag 2022 statistisch bei 2,4, die der Region Lateinamerika und die Karibik betrug 1,8. Die Lebenserwartung der Einwohner Guyanas ab der Geburt lag 2022 bei 66 Jahren. Der Median des Alters der Bevölkerung lag im Jahr 2021 bei 25,5 Jahren. Im Jahr 2023 waren 28,5 Prozent der Bevölkerung unter 15 Jahre, während der Anteil der über 64-Jährigen 6,5 Prozent der Bevölkerung betrug.
| Jahr | Einwohnerzahl | Jahr | Einwohnerzahl |
| ---- | ------------- | ---- | ------------- |
| 1950 | 407.000       | 2000 | 753.000       |
| 1960 | 572.000       | 2010 | 747.000       |
| 1970 | 705.000       | 2020 | 787.000       |
| 1980 | 780.000       | 2023 | 813.837       |
| 1990 | 743.000       |      |               |

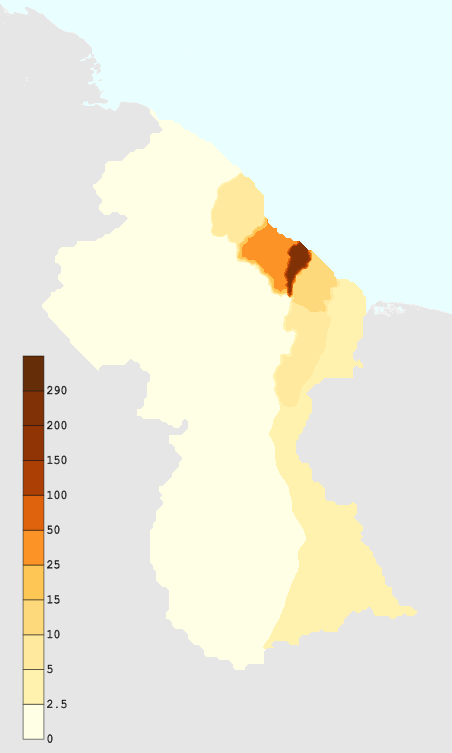
Bevölkerungsdichte (Einwohner pro km²)

Am stärksten besiedelt ist der Küstenraum. Im Hochland siedeln einzelne indigene Stämme. Im Jahr 2020 lebten 27 Prozent der Einwohner Guyanas in Städten.

### Bevölkerungsstruktur
Nach der Volkszählung 2002 setzt sich die Bevölkerung entsprechend ihrer ethnischen Herkunft wie folgt zusammen:
- 43,4 % Inder aus dem ehemaligen Britisch-Indien
- 30,2 % Kreolen, auch Afro-Guyaner
- 16,7 % gemischter Herkunft
- 9,2 % Indigene Völker
- 0,2 % Chinesen
- 0,2 % Portugiesen
- 0,1 % übrige Europäer

### Religionen
Anteile der Religionen an der Bevölkerung:
- 56,7 % Christen
  - 17,0 % Pfingstler
  - 8,1 % Katholiken
  - 7,0 % Anglikaner
  - 5,0 % Siebenten-Tags-Adventisten
  - 1,7 % Methodisten
  - 1,1 % Zeugen Jehovas
  - 17,9 % andere Christen
- 28,8 % Hindus
- 7,3 % Muslime
- 4,3 % Atheisten
- 0,5 % Rastafaris
- 0,1 % Bahai
- 1,3 % andere

Im Hochland leben nach wie vor Indigene, die ihre eigenen ethnischen Religionen praktizieren.

### Sprachen
Umgangssprache ist vor allem ein teilweise kreolisiertes Englisch, daneben indische Sprachen (unter anderem Hindi) sowie indigene Sprachen. Außer dem Englischen haben elf weitere Sprachen den Status einer amtlich anerkannten Sprache.

### Gesundheit
Die Gesundheitsausgaben des Landes betrugen im Jahr 2021 4,9 % des Bruttoinlandsprodukts. Im Jahr 2018 praktizierten in Guyana 18 Ärzte je 10.000 Einwohner. Die Sterblichkeit bei unter 5-jährigen betrug 2022 26,6 pro 1000 Lebendgeburten.

## Geschichte

### Herkunft des Namens „Guyana“
Der Name „Guyana“ wurde vom ursprünglichen Namen der Region Guiana abgeleitet. Laut dem Oxford English Dictionary bedeutet der Name „Land der vielen Gewässer“.

### Kolonialzeit
Es gab im 17. und 18. Jahrhundert die durch die Niederlande gegründeten Kolonien Essequibo, Demerara und Berbice. 1763 kam es in Berbice zum Sklavenaufstand unter dem heute als Nationalheld angesehenen Cuffy.
Die Entwicklung des Frauenwahlrechts ist mit der Kolonialgeschichte des Gebietes verknüpft. 1812 wurde auch Frauen das Stimmrecht zugestanden, wenn sie Sklaven besaßen oder Einkommensteuer auf mindestens 10.000 Gulden zahlen konnten; in der Quelle finden sich keine Angaben dazu, ob damit Gleichheit zwischen Frauen und Männern hergestellt wurde.
Der Besitz dieser Gebiete wechselte bis 1814 mehrmals zwischen den Kolonialmächten Niederlande, Großbritannien und Frankreich. Aufgrund des 1814 in London geschlossenen Britisch-Niederländischen Vertrages wurden die drei Kolonien Essequibo, Demerara und Berbice an das Vereinigte Königreich von Großbritannien und Irland übertragen. Der Vertrag bestätigte den Niederlanden ihre früheren Handelsrechte in diesen drei Kolonien. 1831 wurden die drei Kolonien zur Kolonie Britisch-Guayana vereinigt.
Am 1. August 1834 trat die Abschaffung der Sklaverei in Kraft. Nach Ablauf der anschließenden Arbeitspflicht für die ehemaligen Sklaven am 31. Juli 1838 und nach dem Verlust von Arbeitskräften vor allem auf den Plantagen verpflichteten die Briten Kontraktarbeiter aus Britisch-Indien als Ersatz.
Ab 1849 durften nur noch männliche britische Staatsbürger wählen; durch Anforderungen an das Vermögen war das Wahlrecht weiter eingeschränkt.
Der britische Geologe und Topograph Charles B. Brown bereiste von 1868 bis 1871 im Auftrag der Kolonialverwaltung das meist unerforschte Hinterland der Region zwischen Suriname und Venezuela. Brown war mit der exakten Vermessung der Flussläufe und geologischen Untersuchungen beauftragt. Dank seiner 40-monatigen Forschungsreisen im tropischen Urwald wurden zahlreiche Einheimischensiedlungen, Lagerstätten von Bodenschätzen und topographische Besonderheiten im Landesinnern dokumentiert. Nach den Forschungsergebnissen von Schomburgk von 1841 bis 1844 war auch die Arbeit von Brown für die exakte Bestimmung der Grenzverläufe mit den Nachbarstaaten Suriname, Brasilien und Venezuela von Bedeutung.
1928 erhielten die Frauen das Wahlrecht zurück, es war aber weiterhin an ein bestimmtes Vermögen gekoppelt. Eine andere Quelle nennt 1945 als Jahr für die Einführung des aktiven Frauenwahlrechts zum gesetzgebenden Gremium von Britisch-Guayana.
Im Jahre 1953 intervenierten britische Truppen in Britisch-Guayana, da befürchtet wurde, die durch das Ehepaar Janet und Cheddi Jagan gegründete People’s Progressive Party (PPP) wolle in Guyana einen kommunistischen Staat einrichten.

### Unabhängigkeit
Guyana erreichte die Unabhängigkeit vom Vereinigten Königreich schließlich am 26. Mai 1966 und wurde am 23. Februar 1970 unter Premier Forbes Burnham vom People’s National Congress (PNC) zur Kooperativen Republik erklärt.
Seit den 1960er Jahren spielen ethnische Konflikte zwischen den Afro-Guyanern und den Indisch-Guyanern in Gesellschaft und Politik immer wieder eine Rolle. 1978 kam Guyana durch das Jonestown-Massaker in die Weltnachrichten. Sektenführer Jim Jones vom Peoples Temple gab nach der Ermordung eines US-amerikanischen Politikers seinen Anhängern den Auftrag zum kollektiven Selbstmord. Über 900 Menschen kamen ums Leben.
Im Jahre 1980 wurde eine neue Verfassung verabschiedet. Hierbei wurden die Macht des Premierministers eingeschränkt und die Rolle des Präsidenten in der Exekutive gestärkt.

### Freie Marktwirtschaft, Wahlen
1989 begann die Regierung Guyanas ein Wirtschaftsprogramm, das eine drastische Wende weg von staatlich kontrollierter Planwirtschaft hin zu einer freien Marktwirtschaft mit offenen Märkten beabsichtigte.
Nach den Präsidentschaftswahlen von 1992, die Cheddi Jagan von der PPP gewann, kam es durch militante Anhänger der unterlegenen PNC zu heftigen Ausschreitungen in der Hauptstadt Georgetown. Nachdem Jagan 1997 gestorben war, wurde im Dezember 1997 seine Witwe Janet Jagan zur neuen Präsidentin gewählt. Im August 1999 trat sie aus gesundheitlichen Gründen ab, und Bharrat Jagdeo wurde neuer Staatspräsident von Guyana. Am 2. September 2006 wurde Bharrat Jagdeo in seinem Amt als Präsident bestätigt. Nach dem erneuten Wahlerfolg der PPP im Jahre 2011 wurde ihr Kandidat Donald Ramotar am 3. Dezember 2011 neuer Präsident und Nachfolger des bisherigen Amtsinhabers Bharrat Jagdeo, der nach zwei Amtszeiten nicht mehr antreten durfte.
Die Wahlen zur Nationalversammlung am 11. Mai 2015 gewann das Oppositionsbündnis A Partnership for National Unity (APNU) und Alliance for Change (AFC) unter Führung des ehemaligen Brigadegenerals David Granger. Damit verlor die PPP nach 23 Jahren die Macht. Granger wurde am 16. Mai 2015 als Präsident vereidigt.
Am 21. Dezember 2018 sprach das Parlament Granger das Misstrauen aus. Der Verfassung gemäß hätte daraufhin innerhalb von 90 Tagen ein neues Parlament gewählt werden müssen. Die Regierung focht das Misstrauensvotum jedoch gerichtlich an und konnte so Zeit gewinnen. Am 18. Juni 2019 entschied der Caribbean Court of Justice (CCJ) in letzter Instanz, dass die Regierung Neuwahlen anzusetzen habe. Die gerichtlich angeordneten Wahlen fanden schließlich am 2. März 2020 statt. Die Wahlkommission erklärte die regierende APNU-AFC-Koalition mit 59.077 Stimmen Vorsprung vor der PPP zur Wahlsiegerin. Die Stimmauszählung war jedoch nach den Feststellungen internationaler Wahlbeobachter teilweise regelwidrig erfolgt. Nach anhaltenden Protesten verständigten sich Regierung und Opposition schließlich auf eine Neuauszählung. Diese lief jedoch sehr schleppend an. Am 18. Mai 2020 waren erst 642 von 2339 Wahlurnen neu ausgezählt. Nach der Neuauszählung trat schließlich Irfaan Ali von der PPP im August 2020 sein Amt an.

## Politik

### Politisches System
Das politische System Guyanas ist nicht eindeutig einer bestimmten Regierungsform zuzuordnen, da es sowohl Merkmale einer semipräsidentiellen Republik als auch einer Republik mit parlamentsgebundener Exekutivgewalt aufweist.
Die Exekutivgewalt wird vom Präsidenten ausgeübt, der den Premierminister und die übrigen Minister ernennt. Der Präsident wird gewissermaßen direkt gewählt. Denn jede Partei, die Kandidaten für die Parlamentswahlen aufstellt, muss im Voraus einen Vorsitzenden benennen, der Präsident wird, falls diese Partei die meisten Stimmen erhält. Stimmt ein Wähler bei der Parlamentswahl für eine Partei, so wird vorausgesetzt, dass er auch für den von dieser Partei nominierten Präsidentschaftskandidaten stimmt (Artikel 177 der Verfassung). Der Präsident ist befugt, das Parlament aufzulösen. Das Kabinett wird zwar vom Präsidenten ernannt, ist aber auch kollektiv gegenüber der Nationalversammlung verantwortlich. Ein erfolgreicher Misstrauensantrag gegen die Regierung verpflichtet den Präsidenten und das Kabinett zum Rücktritt und zur Einleitung von Neuwahlen innerhalb von drei Monaten (Artikel 106 der Verfassung).
Die gesetzgebende Gewalt Guyanas liegt in der aus einer Kammer bestehenden Nationalversammlung. Im Jahr 2001 wurde die Zusammensetzung der Nationalversammlung reformiert. Jetzt werden 25 Mitglieder nach dem Verhältniswahlrecht in 10 Wahlkreisen gewählt. Zusätzlich werden 40 Mitglieder ebenfalls nach dem Verhältniswahlrecht gewählt, indem die Wähler eine landesweite Parteiliste ankreuzen. Der Präsident kann die Versammlung jederzeit auflösen und Neuwahlen ansetzen, jedoch nicht später als 5 Jahre nach ihrer ersten Sitzung.
Nur der Premierminister muss Mitglied des Parlaments sein. In der Praxis sind die meisten anderen Minister ebenfalls Mitglieder. Diejenigen, die dies nicht sind, dürfen im Parlament debattieren, aber nicht abstimmen.

### Politische Indizes
| Name des Index                     | Indexwert    | Weltweiter Rang | Interpretationshilfe | Jahr |
| ---------------------------------- | ------------ | --------------- | --- | ---- |
| Fragile States Index               | 59,2 von 120 | 111 von 179     | Stabilität des Landes: stabil 0 = sehr nachhaltig / 120 = sehr alarmierend Rang: 1 = fragilstes Land / 179 = stabilstes Land | 2024 |
| Demokratieindex                    | 6,11 von 10  | 69 von 167      | Unvollständige Demokratie 0 = autoritäres Regime / 10 = vollständige Demokratie                                              | 2024 |
| Freedom in the World Index         | 73 von 100   | —               | Freiheitsstatus: frei 0 = unfrei / 100 = frei                                                                                | 2024 |
| Rangliste der Pressefreiheit       | 60,1 von 100 | 77 von 180      | Erkennbare Probleme für die Pressefreiheit 100 = gute Lage / 0 = sehr ernste Lage                                            | 2024 |
| Korruptionswahrnehmungsindex (CPI) | 39 von 100   | 92 von 181      | 0 = sehr korrupt / 100 = sehr sauber                                                                                         | 2024 |

### Außenpolitik

#### Internationale politische Mitgliedschaften
Seit der Unabhängigkeit 1966 war Guyana um eine wichtige Rolle in der internationalen Politik bemüht. So war das Land dreimal Mitglied des UN-Sicherheitsrates (1975–1976, 1982–1983 und 2024–2025). Guyana unterhält diplomatische Beziehungen mit einer großen Anzahl von Ländern und Organisationen. Die Vereinten Nationen, die Europäische Union (EU), die Interamerikanische Entwicklungsbank (IDB), das Entwicklungsprogramm der Vereinten Nationen
(UNDP), die Weltgesundheitsorganisation (WHO) und die Organisation Amerikanischer Staaten (OAS) haben alle eine Niederlassung in Georgetown. Guyana ist außerdem Mitglied des Commonwealth und der CELAC sowie Gründungsmitglied der Karibischen Gemeinschaft CARICOM.

#### Grenzkonflikte

Sowohl Venezuela als auch Suriname erheben Anspruch auf Teile des Staatsgebiets Guyanas
Guyana
Venezuela
Suriname
Brasilien

Als Kolonialerbe hat Guyana auch die Grenzkonflikte mit den Nachbarstaaten übernommen. Auf den hier im Artikel verwendeten Karten werden die umstrittenen Landflächen Guyana zugeschlagen.

##### Grenzkonflikt mit Venezuela
Venezuela, Nachbar im Westen, beansprucht das gesamte Gebiet westlich des Essequibo. Ein im Jahre 1899 von einer internationalen Vermittlungskommission gefällter Schiedsspruch bestimmte die heutigen Grenzen. In den 1960er Jahren wurden Informationen bekannt, die nach Ansicht von Venezuela die Voreingenommenheit der damaligen Vermittlungskommission bewiesen, woraufhin Venezuela seine Ansprüche auf die Grenzziehung entlang des Essequibo erneuerte. Im Jahr 1966 führte die venezolanische Besetzung von Ankoko Island zu einer Verschärfung der diplomatischen Beziehungen zwischen den beiden Ländern. Sollte dem venezolanischen Anspruch stattgegeben werden, würde mehr als die Hälfte des guyanischen Territoriums an Venezuela fallen. Guyana legte 2018 den Fall dem Internationalen Gerichtshof zur Entscheidung vor.
Am 3. Dezember 2023 fand in Venezuela ein Referendum über die Zugehörigkeit Esequibas zu Venezuela statt: Angeblich bejahten 96 Prozent der Abstimmenden die Frage, ob ein neuer venezolanischer Bundesstaat namens „Guayana Esequiba“ geschaffen werden und die dortige Bevölkerung die venezolanische Staatsbürgerschaft bekommen solle. Die brasilianische Regierung verstärkte die Grenzgarnison im benachbarten Gliedstaat Roraima. Dem liegen Befürchtungen zugrunde, dass Venezuela über brasilianisches Gebiet nach Guyana einfallen könnte, da das venezolanisch-guyanische Grenzgebiet weiter im Norden schwer zugänglich ist.

##### Grenzkonflikt mit Suriname
Gebietsansprüche macht auch der östliche Nachbar Suriname geltend. Nachdem Suriname im Juni 2000 seine maritimen Gebietsansprüche gegenüber Guyana militärisch durch den Einsatz von zwei Kanonenbooten gegen das kanadische Unternehmen CGX Energy durchgesetzt hatte und damit den Bau einer Ölbohrplattform verhinderte, rief der Staat Guyana im Februar 2004 den Ständigen Schiedshof Permanent Court of Arbitration (PCA) mit Sitz in Den Haag zur Klärung des Grenzstreites an.
In Absprache mit dem PCA gaben die Präsidenten Ronald Venetiaan und Bharrat Jagdeo am 20. September 2007 das unanfechtbare Urteil des fünfköpfigen Schiedsgerichtes vom 17. September 2007 öffentlich bekannt. Das Schiedsgericht sprach von dem rohstoffreichen Meeresgebiet Guyana 33.152 und Suriname 17.871 Quadratkilometer zu. Beide Staatsoberhäupter begrüßten die Entscheidung und die Beilegung des Streits. Der Urteilsspruch machte es möglich, dass Ölkonzerne mit der Erkundung und Erschließung des Küstenbeckens beginnen konnten. Dort werden auf dem Meeresgrund Ölreserven von 15 Milliarden Barrel und Gasvorkommen von 1,2 Billionen Kubikmeter vermutet.
Nach bisherigen Untersuchungen liegen vermutlich die meisten dieser Vorkommen auf guyanischer Seite. Auch der Bereich, der im Juni 2000 zum militärischen Eingreifen durch Suriname führte und das Unternehmen CGX Energy zum Rückzug zwang, liegt innerhalb des an Guyana zugewiesenen Gebietes. Die durch Guyana für diese Aktion geforderte Entschädigung von 34 Millionen US-Dollar wurde durch das Tribunal abgewiesen.
Das Schiedsgericht hat weiter bestätigt, dass der gesamte Corantijnfluss zum surinamischen Staatsgebiet gehört. Damit hat Suriname die Kontrolle über den gesamten Schiffsverkehr ab der Mündung auf dem Corantijn.

### Innenpolitik
Homosexualität
Amnesty International hat das Land in seinen jährlichen Menschenrechtsberichten angemahnt; vor allem wegen der lebenslangen Freiheitsstrafen für Homosexuelle sowie häufig auch deren Missbrauch von staatlicher Seite.
Die Regierung kündigte im April 2012 an, Konsultationen über die Aufhebung der Anti-Homosexuellen-Gesetze aus der britischen Kolonialzeit aufzunehmen und homosexuelle Handlungen zu entkriminalisieren. Einzelne religiöse Gruppen erklärten, sich jeglicher Änderungen der Gesetze widersetzen zu wollen.
Todesstrafe
Guyana ist der einzige südamerikanische Staat, der die Todesstrafe auch im zivilen Strafrecht beibehalten hat (Brasilien, Chile und Peru haben sie noch im Militärstrafrecht). Die Todesstrafe kann für Mord, geplanten Mord, Massenmord, Terrorismus, Vergewaltigung, Verrat und Folter verhängt werden. Laut Verfassung ist ihre Anwendung aber nicht zwingend vorgeschrieben. Die letzte Hinrichtung fand 1997 statt (Stand: Juli 2017).

### Militär
Die Streitkräfte Guyanas sind die Guyana Defence Forces (GDF). Sie verfügen über eine Mannstärke von 3400.

### Verwaltungsgliederung
Guyana ist in zehn Regionen eingeteilt. Die Einwohnerzahlen in der folgenden Tabelle beziehen sich auf die Volkszählung vom 10. Mai 2012.
| Nr. | Region                          | Fläche in km² | Einwohner insgesamt | Einwohner je km² |
| --- | ------------------------------- | ------------- | ------------------- | ---------------- |
| 01  | Barima-Waini                    | 20.339        | 024.275             | 001,19           |
| 02  | Cuyuni-Mazaruni                 | 47.213        | 017.597             | 000,37           |
| 03  | Demerara-Mahaica                | 02.232        | 311.563             | 139,03           |
| 04  | East Berbice-Corentyne          | 36.234        | 123.695             | 003,41           |
| 05  | Essequibo Islands-West Demerara | 03.755        | 103.061             | 027,45           |
| 06  | Mahaica-Berbice                 | 04.190        | 052.428             | 012,51           |
| 07  | Pomeroon-Supenaam               | 06.195        | 049.253             | 007,95           |
| 08  | Potaro-Siparuni                 | 20.051        | 011.077             | 000,50           |
| 09  | Upper Demerara-Berbice          | 17.040        | 041.112             | 002,41           |
| 10  | Upper Takutu-Upper Essequibo    | 57.750        | 019.387             | 000,34           |
|     | Guyana                          | 214.9990      | 751.223             | 003,49           |

## Wirtschaft

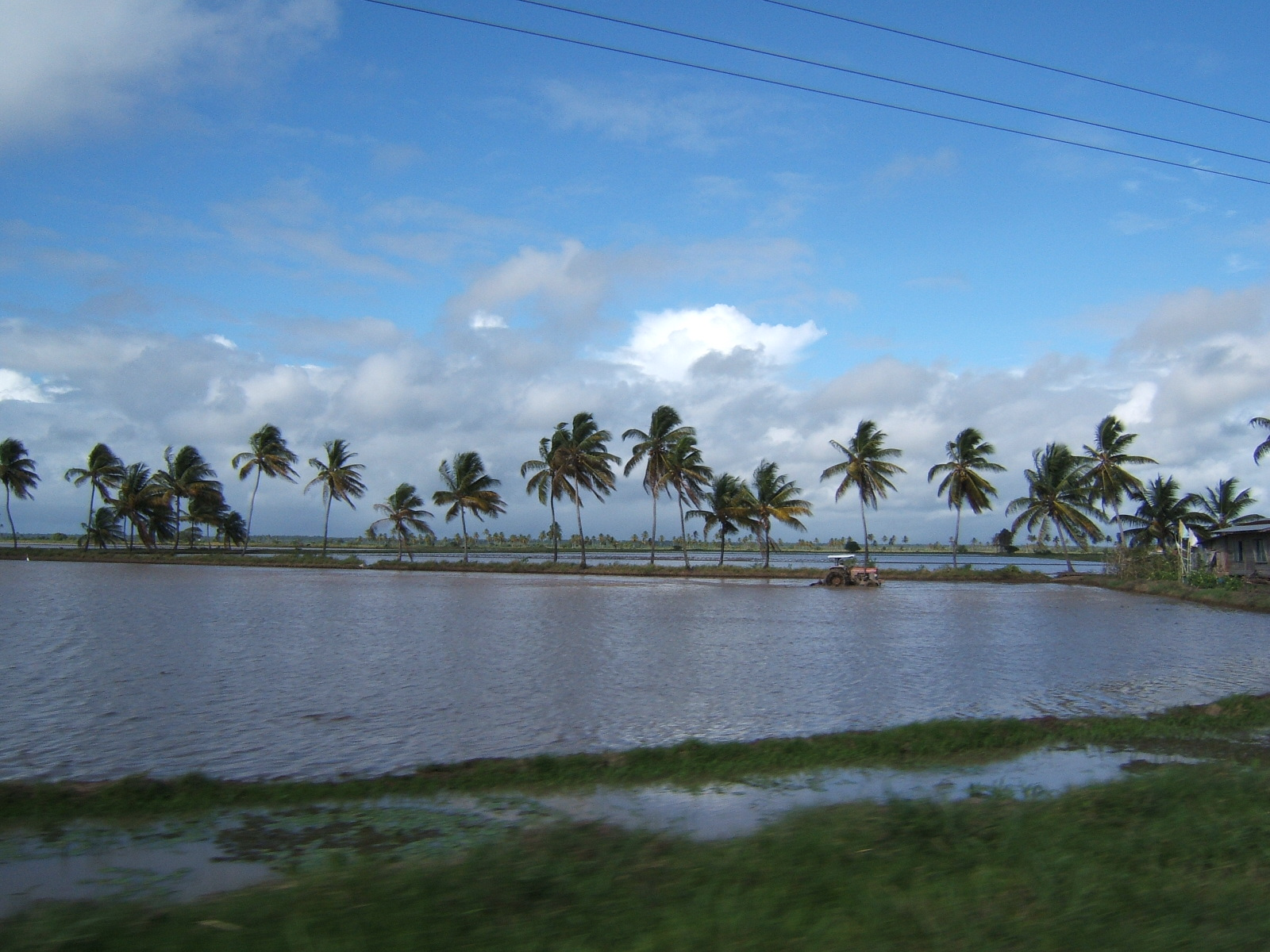
Traktor auf einem Reisfeld in Khirsah

### Allgemein
Guyana lebt hauptsächlich von der Landwirtschaft und vom Bergbau. Das Land besitzt eines der weltgrößten Vorkommen an Bauxit, seinem wichtigsten Exportprodukt. Exportiert werden weiterhin Gold (siehe Tagebau Omai), Manganerze, Diamanten, Zucker, Reis, Garnelen, Rum und Holz. Für die Gewinnung von Bodenschätzen wurden große Teile des Waldes abgeholzt, zugleich aber wäre das Land „von einem Anstieg des Meeresspiegels im Zuge des Klimawandels besonders stark betroffen“. Guyana ist ein Gründerstaat und Mitglied der CARICOM, die seit 1973 besteht.
Die Arbeitslosenquote wurde für 2017 mit 11,1 % angegeben. Unterbeschäftigung ist weit verbreitet.
Im Land gibt es eine Wertpapierbörse mit Sitz in der Hauptstadt und der Bezeichnung Guyana Stock Exchange.
| Jahr                                    | 2010  | 2015   | 2016   | 2017   | 2018   | 2019   | 2020   | 2021   | 2022   | 2023   |
| --------------------------------------- | ----- | ------ | ------ | ------ | ------ | ------ | ------ | ------ | ------ | ------ |
| BIP in Mrd. USD (Kaufkraftparität)      | 6,7   | 8,5    | 8,9    | 9,4    | 9,8    | 10,7   | 13,6   | 17,8   | 30,9   | 42,5   |
| BIP pro Kopf in USD (Kaufkraftparität)  | 8.849 | 11.086 | 11.522 | 12.096 | 12.591 | 13.631 | 17.259 | 22.509 | 39.017 | 53.585 |
| BIP-Wachstum (real)                     | 4,4 % | 0,7 %  | 3,8 %  | 3,7 %  | 4,4 %  | 5,4 %  | 43,5 % | 20,1 % | 62,3 % | 33,0 % |
| Inflation (in Prozent)                  | 4,3 % | −0,9 % | 0,8 %  | 1,9 %  | 1,3 %  | 2,1 %  | 1,2 %  | 3,3 %  | 6,5 %  | 4,5 %  |
| Staatsverschuldung (in Prozent des BIP) | 53 %  | 42 %   | 44 %   | 43 %   | 47 %   | 44 %   | 51 %   | 43 %   | 27 %   | 26 %   |

### Erdölförderung, Bodenschätze
Ab dem Jahr 2015 wurden vor der Küste Guyanas unter Führung des US-Ölkonzerns ExxonMobil 13 Ölfelder mit einem geschätzten Gesamtvolumen von 11 Milliarden Barrel Öl entdeckt. Zudem verfügt das Land über große Vorkommen an Bodenschätzen wie Gold, Diamanten und Kupfer. Diese Mengen sind seit 20 Jahren die weltweit größten neu entdeckten Ölvorkommen. Die Förderung begann am 20. Dezember 2019. Seit 2020 exportiert Guyana Erdöl. Experten gehen davon aus, dass Guyana mit diesem Vorkommen zum viertgrößten Ölproduzenten Lateinamerikas aufsteigen und mehr Öl produzieren könnte als Venezuela und Mexiko. Die Regierung von Irfaan Ali erteilte ExxonMobil Förderkonzessionen für vier Erdölfelder im sogenannten Stabroek Block: Liza One, Liza Two, Payara und Yellowtail.
Beteiligung an Stabroek: Exxon 45 %, CNOOC 25 %, Hess 30 % (gekauft von Chevron für 53 Mrd. Dollar)
Angesichts des plötzlichen Ölreichtums gab es allerdings auch kritische Stimmen, die darauf hinwiesen, dass Guyana in keiner Weise über die Expertise und die rechtlichen und regulatorischen Voraussetzungen verfüge, um mit einem solchen plötzlichen Reichtum sinnvoll umzugehen.

### Währung
Der Guyana-Dollar wird nach ISO 4217 mit GYD abgekürzt.
Der Guyana-Dollar ist außerhalb des Landes nicht verwertbar und unterliegt einer relativ starken Inflation. Der kleinste Geldschein hat einen Nennwert von 20 GYD, der größte einen von 5000 GYD. Im August 2017 erhielt man für 1 EUR umgerechnet 240,50 GYD. Kreditkarten werden nur von größeren Geschäften und Banken akzeptiert. Das Konto wird dabei in US-Dollar belastet.

### Staatshaushalt
Der Staatshaushalt umfasste im Jahr 2017 Ausgaben von umgerechnet 1.152 Millionen US-Dollar, dem standen Einnahmen von umgerechnet 939 Millionen US-Dollar gegenüber. Daraus ergibt sich ein Haushaltsdefizit in Höhe von 5,9 % des Bruttoinlandsprodukts (BIP).
Die Staatsverschuldung betrug 2017 52,3 % des BIP.
2020 betrug der Anteil folgender Bereiche an den Staatsausgaben (in Prozent des BIP):
- Gesundheit: 5,5 %
- Bildung: 4,5 % (2018)
- Militär: 0,6 % (2023)

## Verkehr
Wichtigster Verkehrsknotenpunkt ist die Hauptstadt Georgetown. Verbindungen mit dem Landesinneren bestehen über Straßen, Fußwege, die Binnenschifffahrt und kleine Flugplätze.

### Straßen
Das gesamte Straßennetz umfasste 2011 etwa 7.970 km, wovon 509 km asphaltiert sind. In Guyana herrscht Linksverkehr. Zur Umgehung von schwer befahrbaren Stromschnellenstrecken wurden von den Endpunkten der Flussschifffahrt aus Pisten gebaut. Weitere Straßen gibt es von der Küste bis in die Bauxit-Abbaugebiete von Linden am Demerara River und von Berbice am Berbice River in Ost-Guyana. Entlang der Küstenebene führt eine asphaltierte Straße von Corriverton am Ufer des Corantijn, dem Grenzfluss zu Suriname, über New Amsterdam und Georgetown bis Charity an der Nordküste. Die größeren Flüsse werden mit Fähren überquert.

### Schifffahrt
Wichtigster Seehafen ist Georgetown. Von den wichtigsten Flüssen des Landes ist allein der Demerara River bis in die Minengebiete hinein für Erzschiffe befahrbar. Die anderen Ströme, der Essequibo und seine größten Zuflüsse Rupununi, Potaro (mit den Kaieteur-Fällen), Mazaruni und Cuyuní, sind ebenfalls wichtige Erschließungsadern von der Küste ins Landesinnere. Sie sind jedoch von zahlreichen Stromschnellen und Wasserfällen durchzogen. Im Zuckerrohr-Anbaugebiet der Küstenebene nutzt man das Kanalnetz durch die Zuckerrohrfelder – anstelle schwierig zu unterhaltender Straßen –, um auf Lastkähnen, die aneinandergebunden sind und vom Ufer aus von Traktoren gezogen werden, die Zuckerrohrernte zu den Fabriken zu ziehen.

### Flugverkehr
Es gibt zwei internationale Flughäfen, den Cheddi Jagan International Airport, etwa 40 km südlich von Georgetown und den Eugene F. Correira International Airport, etwa 6 km östlich der Hauptstadt. Darüber hinaus gibt es zahlreiche befestigte und unbefestigte Landebahnen.

### Eisenbahn
Eine Bahnstrecke entlang der Ostküste zwischen Georgetown und Rosignol wurde ab 1847 abschnittsweise gebaut. Die Strecke zwischen Georgetown und Plaisance wurde bereits 1848 fertiggestellt. Es war die erste Eisenbahnstrecke in Südamerika, die in Betrieb genommen wurde. Die Verlängerung der Strecke bis Rosignol erfolgte bis 1900. Sie wurde 1994 stillgelegt.
Eine Bahnstrecke entlang der Westküste zwischen Vreed en Hoop gegenüber von Georgetown und Parika wurde ab 1896 abschnittsweise gebaut und bis 1914 fertiggestellt. Sie war bis 1974 in Betrieb.
Für den Güterverkehr wurden zwei kürzere Strecken bei Port Kaituma und Linden betrieben, letztere für den Bauxit-Transport.

## Kultur
Die Kultur wird durch die Kolonialgeschichte und durch die beiden größten ethnischen Gruppen geprägt: die Afro-Guyaner, Nachfahren der ehemaligen Sklaven aus Afrika, und die Indisch-Guyaner, Nachfahren der ab 1838 ins Land geholten Kontraktarbeiter aus dem ehemaligen Britisch-Indien.
Der Schriftsteller Wilson Harris (1921–2018) wurde mit seinen Romanen und Essays auch international bekannt.

### Feiertage
Die größten Religionsgruppen spiegeln sich u. a. auch in den Feiertagen, Ostern, Weihnachten, Holi und Diwali wider.
Der 23. Februar (1970) ist Nationalfeiertag, Tag der Republik und gleichzeitig jährlicher Karnevalstag (Mashramani) mit farbenfrohen Trachtenumzügen, Musikbands und geschmückten Wagen.

### Medien
- Guyana Chronicle, staatliche Tageszeitung (Auflage ca. 40.000)
- Stabroek News, unabhängige Wochenzeitung (Auflage ca. 29.000)
- Mirror, Parteiwochenzeitung PPP (Auflage ca. 20.000)
- New Nation, Parteiwochenzeitung PNC (Auflage ca. 12.500)
- Catholic Standard, Wochenzeitung (Auflage ca. 9000)
- Guyana Broadcasting Corporation (staatlich)
- private Kabelfernsehkanäle mit Sendezeiten für Regierungsprogramme[74]

### Sport
Cricket ist der beliebteste Sport Guyanas und gilt als Nationalsport. Guyana ist eines der Länder, das mit anderen Karibikstaaten das West Indies Cricket Team bildet, eine der „Nationalmannschaften“ im internationalen Cricket mit Teststatus, der angesehensten Form dieses Sports. Das West Indies Cricket Team nahm an beinahe jedem Cricket World Cup teil, gewann die ersten beiden Austragungen 1975 und 1979 und verpasste lediglich das Turnier 2023. Außerdem gewannen sie den Men’s T20 World Cup zweimal (2012 und 2016) sowie je einmal die Champions Trophy (2004) und die U19-Cricket-Weltmeisterschaft (2016). Zusammen mit Antigua und Barbuda, Barbados, Grenada, Jamaika, St. Kitts und Nevis, St. Lucia und Trinidad und Tobago war man Gastgeber des Cricket World Cup 2007. Auch wurden hier sechs Spiele des ICC Men’s T20 World Cup 2024 ausgetragen.
Special Olympics Guyana wurde in den späten 1970er Jahren gegründet und nahm mehrmals an Special Olympics Weltspielen teil.